# Bitwa koło Wysp Liparyjskich
Bitwa koło Wysp Liparyjskich – starcie na morzu w roku 260 p.n.e. pomiędzy eskadrami Rzymian pod dowództwem konsula Gnejusza Korneliusza Scypiona Aziny (17 okrętów) i Kartagińczyków pod wodzą Hannibala Giskona (20 okrętów). 
Była to pierwsza konfrontacja morska między siłami rzymskimi i kartagińskimi podczas I wojny punickiej.

## Tło wydarzenia
Po sukcesach lądowych na Sycylii, zaznaczonych zdobyciem Agrigentum, Rzymianie podjęli decyzję o wystawieniu floty, którą mogliby przeciwstawić Kartagińczykom, wpływając na dalszy przebieg wojny i usuwając zagrożenie ich blokadą własnych wybrzeży. W rekordowym czasie 2 miesięcy zbudowano flotę złożoną z około 120 galer, w której skład wchodziło 100 pięciorzędowców (kwinkwerem) i 20 trójrzędowców (trirem), oraz wyszkolono dla nich załogi w liczbie około 30 tys. wioślarzy. Dowództwo nad pierwszymi 17 okrętami objął konsul Gnejusz Korneliusz Scypion Azina, który z tą eskadrą skierował się do Messyny.

## Bitwa
Mając informacje sugerujące, że garnizon Lipary – głównego portu Wysp Liparyjskich może przejść na stronę Rzymian, konsul Azina pożeglował tam i wpłynął do Lipary z zamiarem zajęcia wysp i uczynienia ich bazą wypadową dla rzymskiej floty. Bez przeszkód rzucił kotwice w porcie opanowanym przez Kartagińczyków. W nocy nadpłynęła eskadra punicka z Panormos i zablokowała wejście do portu. Przerażone i niedoświadczone załogi rzymskie, bojąc się konfrontacji morskiej z wrogiem, umknęły na ląd, dostając się do niewoli wraz ze swoim wodzem. Wszystkie rzymskie okręty zostały utracone.
Na skutek porażki rzymski konsul zyskał niepochlebny przydomek (łac. Asina – "osioł"). Wkrótce jednak kartagińska flota została pokonana w bitwie pod Mylae.